# Métaphysique (journal)
Pour les articles homonymes, voir Métaphysique (homonymie).
Métaphysique est un journal International d’étude philosophique et interdisciplinaire publié en République d'Azerbaïdjan. Il présente aux lecteurs des articles scientifiques sur la philosophie, l’histoire, la culture, la littérature, l’art et d’autres domaines scientifiques de l’Azerbaïdjan.

## Information sur le journal
Le Journal Métaphysique est enregistré sous le numéro 4144 auprès du Ministère de la Justice de la République d’Azerbaïdjan en 2017. Il traite des sujets scientifiques, philosophiques et interdisciplinaires. Il vise à promouvoir la science azerbaïdjanaise et à diffuser les connaissances philosophiques et scientifiques dans le pays.
Le Journal Métaphysique paraît quatre fois par an. Le contact avec le personnel de rédaction du journal peut se faire par l’adresse électronique metafizika.az@mail.ru. Tous les articles écrits en azerbaïdjanais, turc, russe, anglais, persan et arabe sont acceptés et peuvent être publiés par les experts après approbation. Chaque article doit comprendre un résumé final dans les langues mentionnées. Le Journal Métaphysique accepte les articles d'actualité, contemporains et originaux dans les domaines de la philosophie et de la recherche interdisciplinaire.

## Personnel de rédaction du journal
Le rédacteur en chef du journal Métaphysique est Aladdin Malikov, docteur en philosophie. La présidente du personnel de rédaction du journal est un membre associé de l’Académie nationale des sciences de la République d’Azerbaïdjan, professeur, docteur en philosophie Konul Bunyad-zadé.
- Anar Gafarov (Azerbaïdjan)
- Leyla Malikova (Azerbaïdjan)
- Alison Tokita (Australie)
- Rafael Hasanov (Azerbaïdjan)
- Olga Louchakova (États-Unis)
- Maryam Seyidbayli (Azerbaïdjan)
- Imamverdi Hamidov (Azerbaïdjan)
- Chukru Haluk Akalin (Turquie)
- Vasile Hajiyeva (Azerbaïdjan)
- Nazif Muhtaroghlu (Turquie)
- Francesco Alfieri (Vatican)
- Levent BayraktaR (Turquie)
- Said Khalilovitch (Serbie)
- Agil Chirinov (Azerbaïdjan)
- Seyid Javad Miri (Iran)
- Imdat Touran (Iran)

## Impression et édition
Le Journal International d’études philosophiques et interdisciplinaires Métaphysique est distribué à ses abonnés et est également vendu au détail.